# Dunnet Head

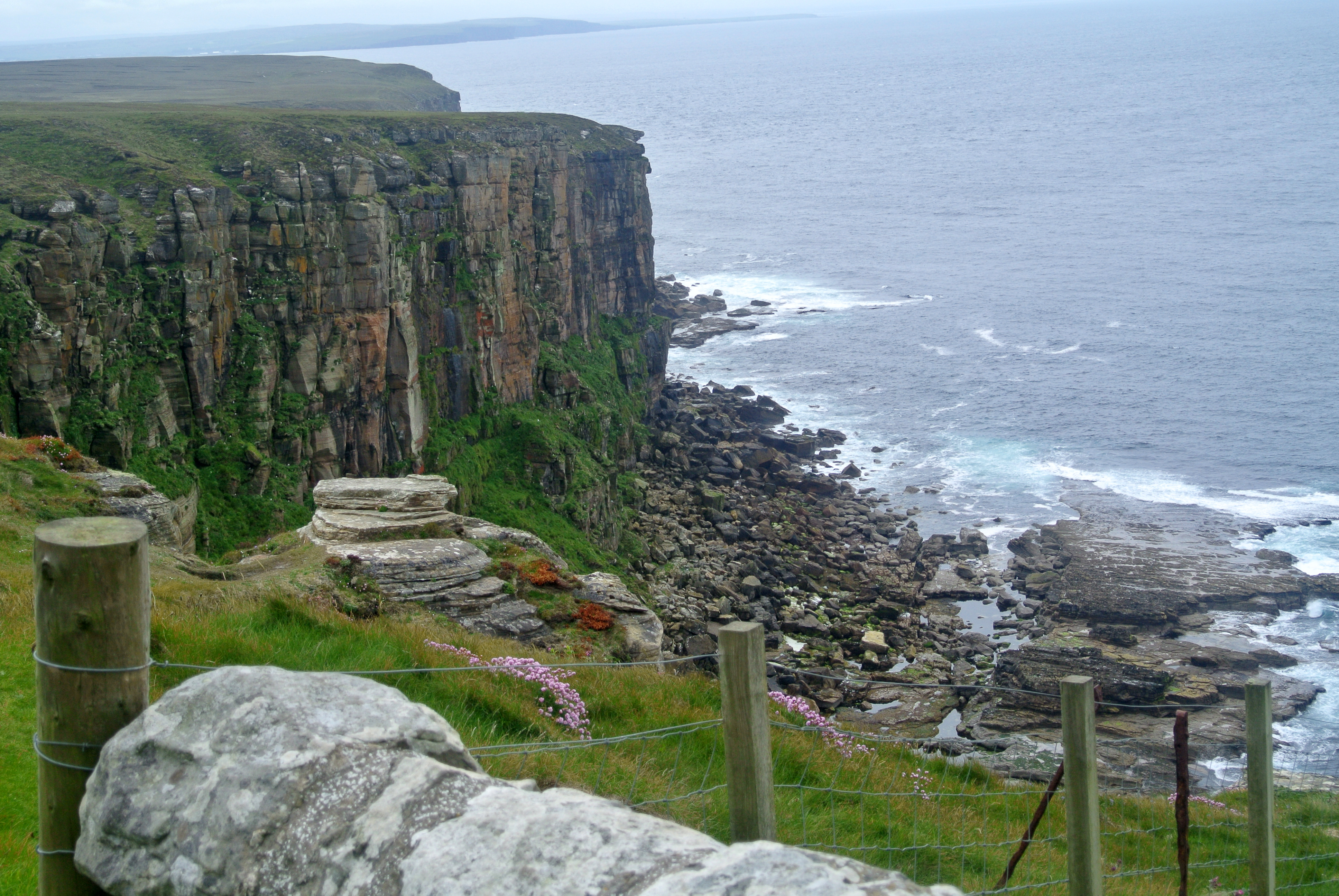
Vista des de Dunnet Head

Dunnet Head (en gaèlic escocès, Ceann Dùnaid) és una petita península de la costa nord d'Escòcia que inclou la punta més septentrional de la part continental de l'illa de Gran Bretanya, Easter Head (58° 40′ 21″ N, 03° 22′ 31″ O / 58.67250°N,3.37528°O, localitzada a uns 18 km a l'oest/nord-oest de John o' Groats i a uns 20 km de Duncansby Head. La punta pertany al consell dels Higlands, al comtat de Caithness.
Dunnet Head es considera el límit occidental dels Pentland Firth, en el costat meridional del fiord, a Caithness (el límit oriental seria Duncansby Head).
El límit del cap amb la resta de la part continental escocesa pot definir-se com una línia nord-sud que va des de Little Clett a la boca de Dunnet Burn, en la badia de Dunnet. Aquesta línia és seguida la major part de la seva ruta per una carretera d'un únic carril, la B855, que uneix Brough amb el poble de Dunnet, fent d'aquesta la carretera més septentrional de la part continental de Gran Bretanya. Des d'aquesta línia, el cap es projecta cap a l'oest i cap al nord en l'oceà Atlàntic i el Pentland Firth i alberga les aigües més al sud de la badia de Dunnet.
La península està a l'est del burgh de Thurso i, en un dia clar, permet unes vistes excel·lents de les illes de Stroma, a l'est, i Hoy i Mainland, localitzades uns 15 km al nord, a l'altre costat de les aigües del Pentland Firth.